# Societat Mèdico-Farmacèutica dels Sants Cosme i Damià
La Societat Mèdico-Farmacèutica dels Sants Cosme i Damià fou una associació civil, ubicada a Barcelona entre els anys 1887 i 1935, que reunia a professionals de la medicina i farmàcia defensors dels valors i la moral cristiana en l'àmbit de la sanitat catalana.

## Història
La "Sociedad Médico-Farmacéutica de los Santos Cosme y Damián de Barcelona" naixé el 1887 com a reacció a l'opinió de destacats membres de la Reial Academia de Medicina de Barcelona, d'imposar el laicísme mèdic front al sistema de salut tradicional dominada fins aleshores per ordes religioses que regien els hospitals i les anomenades Santes Cases. Semblava que la modernització de la medicina havia de passar per trencar qualsevol lligam amb les institucions religioses, que representaven un retard i un fre al seu desenvolupament científic, fet que rebel·là a un cert nombre de professionals de la medicina i farmàcia que s'associaren per a defensar la tasca d'aquest personal religiós i de la seva moral caritativa i proveïdora de consol emocional i espritual davant la malaltia. Al 1881 el Dr. Jordi Anguera i Caylá juntament amb el Dr. Joaquím Cil i Borés (catedràtic de la Facultad de Medicina), el Dr. Fructuós Plans i Pujol (catedràtic de la de Farmàcia) i el Dr. Antoni Mir i Casases, funden la revista El sentido católico de las Ciencias Médicas, i cinc anys després, el 1886, la "Sociedad Médico-Farmacéutica de San Cosme y San Damián".
La Societat, a banda de publicar la revista, organitzava reunions i conferències on es presentaven ponències sobre els principals problemes mèdics de la societat barcelonina del moment: La tuberculosi, la mortalitat infantil, les febres tifo-paratífiques, les malalties venèries, la manca de llits als hospitals, i per sobre de tot la falta de mitjans econòmics de la sanitat. Tots ells tractats des del punt de vista de la moral cristiana i sense que això suposés renunciar als avenços científics. Només cal citar que algun dels seus membres que eren religiosos i al seu torn també destacats científics, com el pare jesuïta Jaume Pujiula, impulsor de l'estudi de l'histologia i l'embriologia en el seu màxim exponent: L'Institut Biològic de Sarrià. Laboratori que va haver de traslladar a les dependències de la Societat de Sant Cosme i Damià, quan al 1932 el govern d'Azaña, amb la seva Llei de Confessions i Congregacins Religioses prohibí que aquestes es poguessin dedicar a l'ensenyament i la investigació científica.
Organitzava també la Societat actes religiosos, particularment el dia dels seus Sants patrons, Cosme i Damià -els anomenats sants metges-, a la Catedral de Barcelona, on hi tenen dedicada una capella. Els seus membres acudien assíduament a les solemnitats i festivitats celebrades pel bisbat de Barcelona, circumstància que els permetia estar en contacte amb les màximes autoritats eclesiàstiques del moment.
Promoció, protecció i refugi de l'activitat sanitària de caràcter católic que enfurismava els detractors de la societat,, entre ells el catedràtic d'Higiene i Rector de la Universitat Rodríguez Méndez, el doctor Giné Partagás, psiquiatra i catedràtic de Patología quirúrgica, el doctor Jaume Pi i Sunyer, catedràtic de Patologia general, el doctor i bacteriòleg Jaume Ferran i Clua, o el doctor Amalio Gimeno entre d'altres, que dirigiren duríssimes critiques a la Societat acusant-la de retrògrada. Circumstància que, vistes aquestes "lamentables querelles" que semblava dividien els metges en dos bàndols irreconciliables, feu que la Reial Academia de Medicina adoptés una posició menys bel·ligerant i reconciliadora. A banda que gran nombre dels membres actius de la Societat de Sant Cosme i Damià pertanyien també a la Reial Acadèmia.
La revista El sentido católico de las Ciencias Médicas, organ de difusió de la societat, canvià el seu títol el 1911 pel de Las Ciencias Médicas (criterio católico) i continuà editant-se fins a l'any 1922. Aquest canvi de nom la fa confondre amb una altra revista médica que s'edità durant tres anys, del 1894 al 1896, amb el títol Las Ciencias Médicas. Revista mensual de sus progresos, creada i dirigida pel Dr. Manuel de Chia, que curiosament també col·laborava a la revista El sentido católico de las Ciencias Médicas.
El doctor Joan Samada i Auger fou el primer president de la Societat (1886-1898). El succeí l'ànima i principal promotor de Sant Cosme i Damià des dels seus inicis, el doctor Jordi Anguera i Caylá, que ocupà la presidència entre el 1898 i el 1907. D'aquell any fins al 1915 l'ocupà una altra figura de gran prestigi el doctor Agustí Bassols i Prim. Després la presidí el doctor Lluís Cirera i Salse (1915-1928) succeït per un altre gran president que fou el doctor Frederic Corominas i Pedemonte (1928-1935). El darrer president fou el doctor Josep Maria Barjau i Martí que ocupà el càrrec fins a l'esclat de la guerra civil. Després del conflicte, i tot i l'intent al 1940 de variar els estatuts i el nom de la Societat a "Hermandad Médico-Farmacéutica de San Cosme y San Damián de Barcelona", les autoritats van fer inviable tota possibilitat de continuar amb cap tipus d'associació, i molt menys dedicada a discutir sobre temes religiosos, pel que la Societat es va dissoldre.